# Dieter Mann

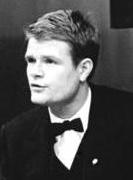
Dieter Mann w 1960 roku

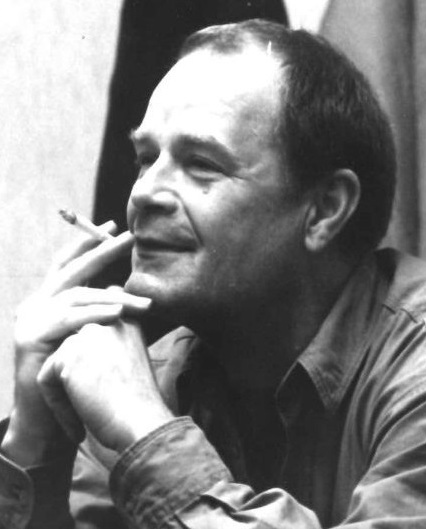
Dieter Mann w 1990 roku

Dieter Mann (ur. 20 czerwca 1941 w Berlinie, zm. 3 lutego 2022 tamże) – niemiecki aktor filmowy, telewizyjny i teatralny, znany między innymi jako odtwórca roli Wilhelma Keitela w filmie Upadek (2004). Od 1984 był członkiem Deutsches Theater Berlin.
W 2016 zdiagnozowano u niego chorobę Parkinsona, przez którą zakończył karierę aktorską. Zmarł w 2022 w wieku 80 lat.